# LMP – Hongaarse Groenen
LMP - Hongaarse Groenen (Hongaars: LMP - Magyárország Zöld Pártja), vroeger bekend als Politiek Kan Anders (Hongaars: Lehet Más a Politika), is een Hongaarse politieke partij opgericht in 2009. Volgens de beginselen is de partij liberaal, centrumlinks, ecologisch, radicaaldemocratisch en intern coherent. Als belangrijkste vraagstukken ziet men de kwaliteit van democratische deelname en vertegenwoordiging, maatschappelijke gerechtigheid en milieubescherming en duurzaamheid.
Voor de parlementsverkiezingen in 2022 is LMP een van de partijen die deel maakt van een gezamenlijke lijst tegen Fidesz.

## Hongaarse parlementsverkiezingen
| Hongaarse parlementsverkiezingen | Aantal stemmen (1e ronde) | Percentage van de stemmen (1e ronde) | Aantal stemmen (2e ronde) | Percentage van de stemmen (2e ronde) | Aantal zetels | Percentage van de zetels | Rol in het Parlement |
| -------------------------------- | ------------------------- | ------------------------------------ | ------------------------- | ------------------------------------ | ------------- | ------------------------ | -------------------- |
| 2010                             | 383.876                   | 7,48%                                | 43.437                    | 3,77%                                | 16            | 4,15%                    | oppositie            |
| 2014                             | 252.372                   | 5,25%                                | -                         | -                                    | 5             | 2,51%                    | oppositie            |
| 2018                             | 404.422                   | 7.06%                                | -                         | -                                    | 8             | 4,02%                    | oppositie            |

## Europese Parlementsverkiezingen

### 2009
Bij de Europese Parlementsverkiezingen 2009 in Hongarije behaalde de LMP 2,6% van de stemmen; ze behaalde niet genoeg stemmen om in het Europees Parlement te komen.

### 2014
Bij de Europese Parlementsverkiezingen 2014 in Hongarije behaalde de LMP 5,0% van de stemmen, en daarmee één zetel in het Europees Parlement. De fractie sloot zich aan bij de fractie van De Groenen/Vrije Europese Alliantie.

### 2019
Bij de Europese Parlementsverkiezingen 2019 in Hongarije behaalde de LMP 2,18% van de stemmen; de partij heeft al haar mandaten in het Europees Parlement verloren.